# Miren Iza
Miren Iza (Fuenterrabía, Guipúzcoa, 1979) es una cantante española. Lideró, a principios de los años 2000 el grupo Electrobikinis, y después de una etapa de composición en solitario formó el grupo Tulsa. Ha realizado también colaboraciones con otros artistas, como Enrique Bunbury o Leiva.
Fue galardonada con el Premio Nacional de Músicas Actuales 2024.

## Biografía

### Inicios
La primera actividad musical de Miren fue la banda punk-rock de riot grrl Electrobikinis, compuesta solo por chicas e interpretando en inglés, y que se separó en 2002.
Tras esta separación, comenzó por su cuenta una etapa de composición en castellano, con influencias de artistas en lengua inglesa como Nick Cave, Neil Young y Bob Dylan, o en español como Nacho Vegas o Christina Rosenvinge. Acompañada a la guitarra de Alfredo Niharra, comienza a interpretar su nuevo repertorio en pequeñas salas.

### Tulsa
Acompañada de Niharra, y con la incorporación de Miguel Guzmán en las guitarras, Alberto Rodrigo al bajo y Gabriel Marijuan en la batería, forman en 2002 la banda Tulsa, cuyo nombre está inspirado en la ciudad norteamericana.
Con Tulsa publicó los álbumes Tulsa, en 2006, y ya bajo el sello discográfico Subterfuge Records, Sólo me has rozado en 2007, que supondría la eclosión de la banda en el panorama musical, con nominaciones a los Grammy Latinos de 2007 como artista revelación y a los MTV European Music Awards como mejor artista emergente.
En 2010 publicaron Espera la pálida, el álbum que debía significar la confirmación del grupo, recibido con muy buenas críticas. Fue producido por Karlos Osinaga (Lisabö) y con la colaboración de Anari. Un año después, Miren Iza anuncia en un comunicado que la banda se toma un descanso indefinido por motivos personales, sin especificar una fecha de regreso a los escenarios. No obstante, la banda mantuvo su actividad en Estados Unidos, ofreciendo giras y produciendo nuevas canciones.
En 2013 se presentó el cortometraje Ignonauta, dirigido por el realizador Raúl Santos, protagonizado por Miren Iza, y construido alrededor de tres canciones inéditas de Tulsa: "Bórrame del mapa", "Verano averno" y "El baile", producidas por Subterfuge Records.
En enero de 2015 presentó su nuevo trabajo La calma chicha, grabado en Madrid y producido por Carasueño, Charlie Bautista y la propia Miren, un disco con mucha presencia de sintetizadores y cajas de ritmos.
En 2017 publicó su cuarto álbum, "Centauros". En 2019 se publicó el sencillo "Tres venenos" y en 2020 otro sencillo, "Autorretrato", como prolegómenos de su nuevo álbum de 2021.

## Colaboraciones
También en 2010, Miren realizó su colaboración más sonada, al interpretar, junto a Enrique Bunbury, el tema y posterior videoclip (dirigido por Juan Antonio Bayona) "Frente a frente", una versión del clásico interpretado por Jeanette en los años 1980.
Otras colaboraciones
- 2013, Hace los coros con Julio de la Rosa, en el tema “Un corazón lleno de escombros” de su álbum Pequeños trastornos sin importancia.
- 2019, Hace los coros con León Benavente, en el tema “Mano de santo” de su álbum Vamos a volvernos locos.
- 2019, participa en "Hijos del Mediterráneo", disco de tributo a "Mediterráneo" de Joan Manuel Serrat, en el que se encarga de poner la voz principal a Qué va a ser de ti.
- 2021, Interpreta junto a Mikel Erentxun el tema “Sé libre sé mía” de su álbum Amigos de Guardia.

## Premios y reconocimientos
- Premio Nacional de Músicas Actuales (2024).[7]